# Kim Boo-kyum
Kim Boo-kyum (Hangul: 김부겸; Hanja: 金富謙; Hán-Việt: Kim Phú Khiêm, sinh ngày 1 tháng 1 năm 1958) là một chính trị gia Hàn Quốc hiện đang là thành viên Đảng Minjoo của Quốc hội quận Suseong, Daegu và là cựu Bộ trưởng Nội vụ và An toàn. Ông trước đây là thành viên của Gunpo từ năm 2000 đến 2012 cho Đảng Quốc Đại và sau đó, từ năm 2003,cho Đảng Uri, theo khuynh hướng tự do và những đảng phái kế nhiệm. Trong cuộc bầu cử quốc hội năm 2016 tại Daegu, Kim đã đánh bại đối thủ Saenuri là Kim Moon-soo trong đợt thắng phiếu lớn lên đến 62,5%, đánh dấu lần đầu tiên một thành viên của một đảng tự do được bầu tại thành phố đó kể từ năm 1985. Kim trước đó đã từng ứng cử chức thị trưởng thành phố Daegu trong cuộc bầu cử địa phương năm 2014, và nhận được 40% phiếu bầu, một con số được coi là lớn bất thường trong thành trì bảo thủ. Ông tuyên bố vào năm 2014 rằng ông hy vọng sẽ "vượt qua rào cản của chủ nghĩa khu vực".
Kim được coi là người trung dung. Là một thành viên của Đảng Quốc Đại, ông đã thúc đẩy cải cách trong đảng. Khi ông rời khỏi đảng năm 2003, ông đã viện dẫn nhu cầu "thống nhất quốc gia... và thoát khỏi chủ nghĩa khu vực". Một bức điện tín ngoại giao Mỹ do WikiLeaks phát hành đã mô tả Kim là một "nhà lập pháp tiến bộ hợp lý" đại diện cho một "nền tảng trung dung". Với tư cách là thành viên của Hội đồng Tối cao của Đảng Tân Dân chủ Thống nhất năm 2012, ông đã bảo vệ các thành viên phái trung dung của đảng khỏi sự bác bỏ ứng cử viên. Các nhà bình luận đã gọi Kim là ứng cử viên tiềm năng trong cuộc bầu cử tổng thống năm 2017.
Kim được nhận vào học ngành khoa học chính trị tại Đại học Quốc gia Seoul năm 1976, nhưng bị trục xuất vì tham gia các cuộc biểu tình phản đối Hiến pháp Yushin năm 1977 trước khi bị bắt lại và bị trục xuất một lần nữa vì vi phạm luật quân sự năm 1980. Sau đó, ông được phục chức lần thứ hai, và nhận được bằng của mình vào năm 1987.
Con gái của Kim, Yoon Se-in (tên khai sinh Kim Ji-su), là một nữ diễn viên phim truyền hình. Yoon đã vận động cho Kim trong cuộc bầu cử quốc hội năm 2012 và cuộc đua tranh chức thị trưởng năm 2014, nhưng không thành công vào năm 2016.